# Siechów
Siechów (ukr. Сихів) – wieś na Ukrainie, w rejonie stryjskim obwodu lwowskiego. Wieś liczy 833 mieszkańców.
W II Rzeczypospolitej do 1934 samodzielna gmina jednostkowa. Następnie należała do zbiorowej wiejskiej gminy Sokołów w powiecie stryjskim w woj. stanisławowskim. 
W 1939-1944 nacjonaliści ukraińscy z OUN-UPA zamordowali tutaj 8 Polaków.
Po wojnie wieś weszła w struktury administracyjne Związku Radzieckiego.

## Pałac
- pałac wybudowany w pierwszej ćwierci XIX w. Ruiny obiektu istniały do 1939 r.[3]